# Wallidan FC
El Wallidan Football Club és un club de futbol gambià de les ciutats de Banjul i Bakau.

## Palmarès
- Lliga gambiana de futbol: [3]
  - 1970, 1971, 1974, 1976, 1977, 1979, 1985, 1988, 1992, 1995, 2001, 2002, 2004, 2005, 2008
- Copa gambiana de futbol: [4]
  - 1971, 1972, 1973, 1974, 1976, 1977, 1978, 1981, 1984, 1986, 1987, 1988, 1991, 1992, 1993, 1994, 1998, 1999, 2001, 2002, 2003, 2004, 2008, 2015

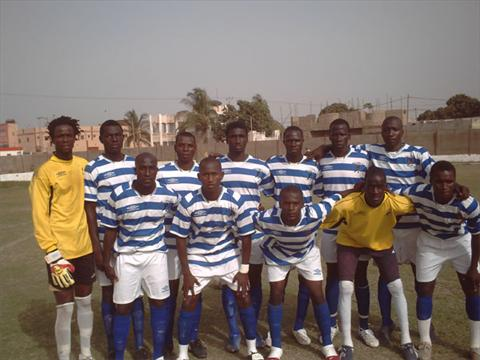
Wallidan el 2008.